# Aeródromo Municipal de Portimão
El Aeródromo Municipal de Portimão (IATA: PRM, OACI: LPPM) es un pequeño aeropuerto situado en Montes de Alvor, cerca de la ciudad de Portimão, Portugal. Cuenta con una única pista corta de asfalto en dirección 11/29 y es utilizado principalmente para  aviación general, siendo habitual el paracaidismo desde el aeródromo.
La alcaldesa de Portimão, Ilse Gomes, reveló planes para ampliar el aeródromo y convertirlo en un punto de aterrizaje para el cercano Autódromo Internacional do Algarve (AIA). Durante la celebración del 50 aniversario del aeropuerto, el 27 de agosto de 2021, dijo que “el aeródromo debe hacerse aún más grande y operativo para responder de manera más efectiva a sus necesidades y crear un vínculo con el AIA”. Muchos de los visitantes del autódromo llegan a la región en sus aviones privados desde el Aeropuerto de Faro cuando podrían volar directamente al aeródromo de Portimão, que se encuentra a pocos kilómetros del autódromo. Por ello, el ayuntamiento se hará cargo próximamente de una parcela de tierra agrícola adyacente, lo que permitirá la necesaria ampliación de la pista.

## Aerolíneas y destinos
Las siguientes compañías aéreas operan vuelos regulares y chárter en el aeropuerto de Portimão:
| Aerolíneas | Destinos                                    |
| ---------- | ------------------------------------------- |
| Sevenair   | Braganza, Lisboa-Cascais, Vila Real y Viseu |